# Placida kingstoni
Placida kingstoni är en snäckart som beskrevs av T. E. Thompson 1977. Placida kingstoni ingår i släktet Placida och familjen Stiligeridae. Inga underarter finns listade i Catalogue of Life.